# Kōki Saitō (Fußballspieler)
Kōki Saitō (jap. 斉藤 光毅, Saitō Kōki; * 10. August 2001 in Tokio) ist ein japanischer Fußballspieler. 

## Karriere

### Verein
Kōki Saitō erlernte das Fußballspielen in den Jugendmannschaften vom Inukura SC und Yokohama FC. Beim Yokohama FC unterschrieb er im September 2018 seinen ersten Profivertrag. Der Club aus Yokohama spielte in der zweithöchsten Liga des Landes, der J2 League. 2019 wurde er mit dem Club Vizemeister und stieg in die erste Liga auf.
Mitte November 2020 wurde der Wechsel zum belgischen Zweitdivisionär Lommel SK zum 4. Januar 2021, dem Beginn der Winter-Transferperiode, vereinbart. Saitō unterschrieb dort einen Vertrag mit einer Laufzeit bis Sommer 2025. Im Rest der Saison 2020/21 bestritt er neun von 13 möglichen Ligaspielen für Lommel sowie ein Pokalspiel. In der nächsten Saison waren es 20 von 28 möglichen Ligaspielen, in denen er fünf Tore schoss, sowie zwei Pokalspiele.
Zur Saison 2022/23 wurde er an den niederländischen Ehrendivisionär Sparta Rotterdam ausgeliehen. Für den Klub aus Rotterdam bestritt er 52 Ligaspiele. Hierbei erzielte er zehn Treffer.
Im Sommer 2024 folgte eine weitere Leihe zu dem englischen Zweitligisten Queens Park Rangers.

### Nationalmannschaft
Kōki Saitō spielte 2019 sechsmal in der japanischen U20–Nationalmannschaft. Er nahm zudem mit der japanischen Auswahl an den olympischen Spielen 2024 in Paris teil.

## Erfolge
Yokohama FC
- Japanischer Zweitligavizemeister: 2019  ▲